# Eslabón perdido

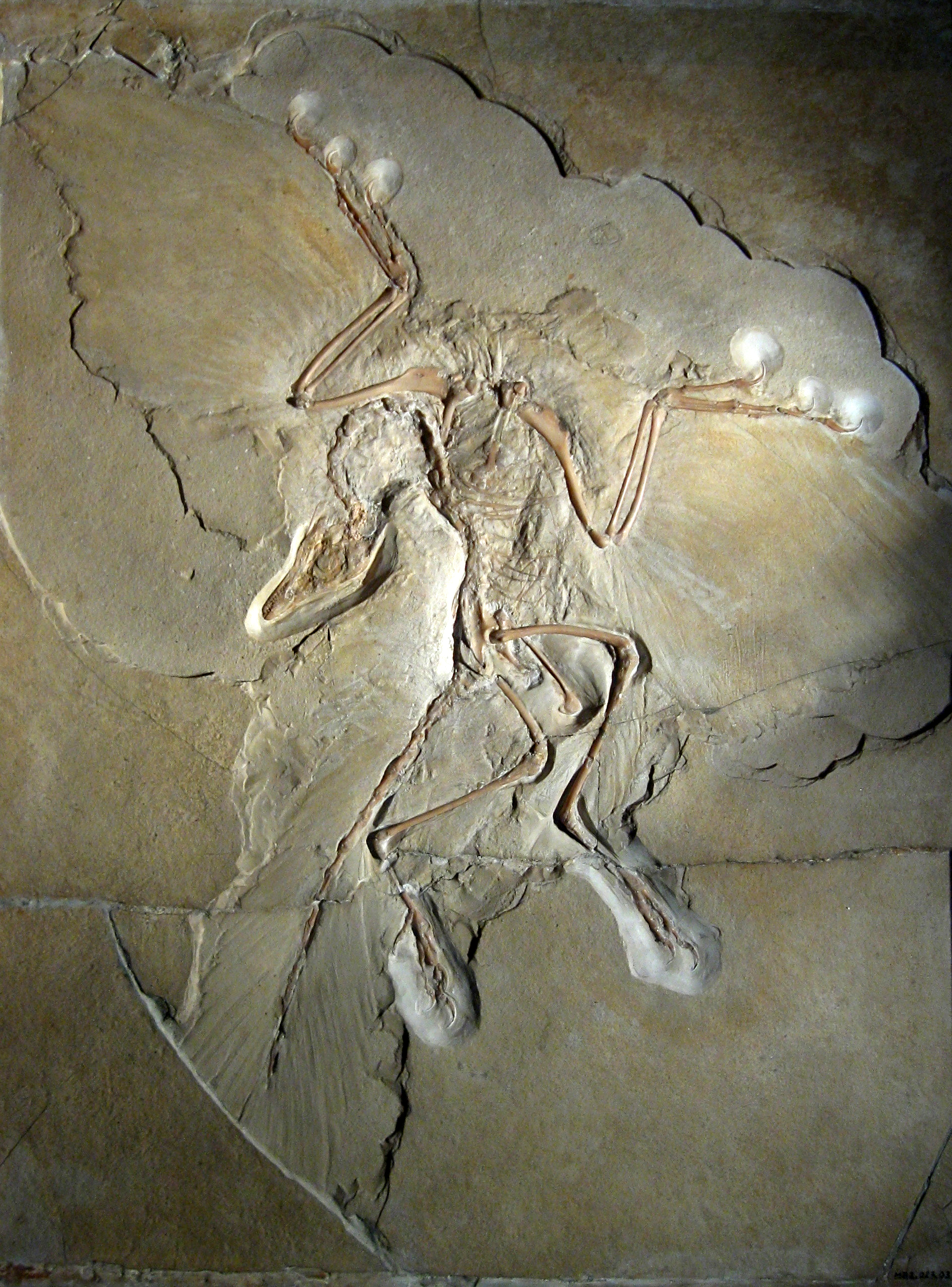
Archaeopteryx, eslabón perdido entre dinosaurios y aves.

La expresión eslabón perdido se refiere originalmente a los fósiles de formas  transicionales, cuando dichos estados intermedios aparentemente faltaban en el registro fósil o se desconocía su existencia. No es una expresión de uso científico, aunque sí abunda en los medios de comunicación, que suelen denominar «eslabón perdido» a casi cualquier nueva forma transicional que se descubre. La idea de «eslabón» implica que el proceso evolutivo es un fenómeno lineal y que unas formas originan a otras de forma consecutiva, como los eslabones de una cadena se suceden uno a otro; esta visión anticuada del fenómeno evolutivo ha sido abandonada hace tiempo. El concepto de eslabón perdido se considera hoy en día  incorrecto porque no hay uno, sino muchos, y justamente no son eslabones de una cadena sino partes de un árbol muy ramificado.

## Error del término
La expresión «eslabón perdido» es más propia de los medios de comunicación que de la literatura científica porque la evolución no es lineal. La expresión «eslabón» hace referencia a una cadena, es decir, un proceso continuo y bidireccional, cuando se ha comprobado en numerosas ocasiones que la evolución no es una línea sino algo más parecido a un árbol. Existen abundantes casos donde la primera especie convive durante miles o incluso millones de años con la otra u otras especies evolucionadas de ellas, e incluso con la evolucionada de las evolucionadas.

## Algunos ejemplos

### Transición dinosaurios-aves
Hay unanimidad en que algunos dinosaurios terópodos manirraptores evolucionaron hasta convertirse en aves. Un famoso fósil transicional es Archaeopteryx, un organismo que es un mosaico de caracteres reptilianos (dientes, garras, cola) y avianos (plumas, alas) que fue hallado poco tiempo después de la publicación de El origen de las especies (1859) de Charles Darwin y reavivó el debate entre evolucionistas y creacionistas.[cita requerida]

### Evolución de los tetrápodos
Los paleontólogos sugieren que el Tiktaalik fue una forma intermedia entre peces como Panderichthys y Eusthenopteron, que vivió hace 385 millones de años, y los más recientes tetrápodos tales como Acanthostega e Ichthyostega que vivieron cerca de 20 millones de años después (365 MA).[cita requerida]
Hasta la fecha no se conocen los detalles de las relaciones de esas especies, pero en conjunto demuestran que los anfibios evolucionaron desde peces de aletas lobuladas (ver Tetrapoda). El hueso astrágalo del fósil tiene el mismo tamaño que el astrágalo en los seres humanos actuales.[cita requerida]

### Evolución humana
Todo comenzó cuando Charles Darwin lanzó en el tapete científico la teoría de la evolución de las especies en 1859. Darwin no habló de la evolución humana hasta mucho tiempo después, cuando publicó su libro La ascendencia del hombre, en 1871. Pero los seguidores de Darwin sí comenzaron a aplicar la teoría al ser humano. Thomas Huxley publicó en 1863 el libro Evidences as to Man's place in Nature (Evidencias del lugar del hombre en la naturaleza), en el cual decía, tras hacer un estudio de anatomía comparada, que el lugar del hombre estaba en estrecha relación con los grandes simios, particularmente los africanos. Y de Huxley fue la idea de que el Homo sapiens había evolucionado a partir de un antepasado simiesco. Entonces los escépticos pidieron que, si el hombre había evolucionado de los monos, se les mostrara el eslabón perdido entre estos y el ser humano. La patraña del Hombre de Piltdown (1912) contribuyó mucho al mito del eslabón perdido, ya que fue elaborado con todo lo que se quería encontrar en ese eslabón. Desde entonces se ha encontrado varios «eslabones de la cadena».
El primer candidato a eslabón perdido fue hallado por uno de los grandes buscadores, Eugène Dubois, que entre 1886 y 1895 descubrió restos que él mismo describía como «una especie intermedia entre los humanos y los monos». Lo llamó Pithecanthropus erectus (hombre mono erecto en griego), hoy clasificado como Homo erectus.
A principios del siglo XX se desenterraron en Sudáfrica los primeros Australopithecus. Josephine Salmons realizó el descubrimiento del cráneo de Taung,  hecho que contribuyó a la teoría de los orígenes geográficos del ser humano.
Sus profesores, Raymond Dart y Robert Broom se percataron enseguida que se trataba de antepasados remotos del ser humano, cercanos al chimpancé, aunque sus contemporáneos no lo tomaron en consideración.
En 1974, con el descubrimiento de "Lucy", se consagró a los Australopithecus, bípedos, con un mosaico de rasgos simiescos y humanos, como eslabones perdidos entre el hombre y el mono.
En 2009 fue anunciado el hallazgo de los fósiles de un individuo de Darwinius masillae, de 47 millones de años de antigüedad, apodado Ida, que es considerado por algunos paleontólogos, como Jorn Hurum, como posible «eslabón perdido» entre los primates haplorrinos —infraorden al cual pertenece el ser humano— y los estrepsirrinos, aunque los miembros del grupo que han estudiado los restos son escépticos de que se trate de un ancestro de Homo sapiens. Por su parte, Henry Gee, uno de los editores de la publicación científica Nature, dijo que el término «eslabón perdido» en sí mismo es engañoso y que la comunidad científica necesitaría evaluar su importancia.
No todos los fósiles de humanos pueden necesariamente ser considerados como eslabones, por ejemplo Homo floresiensis (el «hobbit»), encontrado en 2004, es en realidad un contemporáneo del Homo sapiens moderno.